# Proevropejstvo
Proevropejstvo, včasih imenovano evropski unionizem, je politično stališče, ki zagovarja evropsko integracijo in članstvo v Evropski uniji (EU).

## Politični položaj
Proevropejci se v evropski politiki večinoma uvrščajo na sredino političnega spektra (Renew Europe), vključno z desnosredinskimi liberalnimi konservativci (Skupina EPP) in levosredinskimi socialdemokrati (S&D in Greens/EFA). Proevropejstvo je ideološko povezano z liberalnim gibanjem na evropski in globalni ravni.

## Proevropske politične stranke

### Vseevropska raven
- EU: Stranka zavezništva liberalcev in demokratov za Evropo,[8] Evropska svobodna zveza,[9] Evropska zelena stranka,[10] Evropska ljudska stranka,[8] Stranka evropskih socialistov,[8] Volt Evropa[11]

### Slovenske proevropske stranke
Gibanje Svoboda, Socialni demokrati, Nova Slovenija, Demokratična stranka upokojencev Slovenije, Slovenska ljudska stranka

## ProEU časopisi in revije
Opomba: Vključeni so lahko tudi mediji zunaj Evrope.
- Danska: Dagbladet Børsen, Politiken
- Francija: Le Figaro,[15][16] Le Monde,[17] Le Parisien
- Nemčija: Frankfurter Allgemeine Zeitung,[18] Der Spiegel, Süddeutsche Zeitung,[18] Der Tagesspiegel
- Madžarska: Blikk
- Irska: The Irish Times[19]
- Japonska: Chunichi Shimbun, Mainichi Shimbun
- Južna Koreja: The Hankyoreh[20]
- Španija: El Confidencial, El País, El Mundo
- Združeno kraljestvo: Financial Times,[21] The Independent, The New European, The Guardian

## Večnacionalna evropska partnerstva
- Svet Evrope je mednarodna organizacija, ustanovljena z namenom podpore in zaščite človekovih pravic, demokracije in pravne države v Evropi. Prav tako si prizadeva za promocijo evropske kulture in identitete. Organizacija trenutno šteje 46 članic.
- Organizacija za varnost in sodelovanje v Evropi je največja varnostno usmerjena medvladna organizacija na svetu. Njeno glavno poslanstvo je zagotavljanje varnosti, stabilnosti in sodelovanja med državami članicami. OVSE ima 57 sodelujočih držav, ki so večinoma iz Evrope in severne poloble.
- Panevropska unija je najstarejše gibanje za evropsko združitev.